# Râul Rusca, Bistrița (mal stâng)
Râul Rusca este un curs de apă, afluent de stânga al râului Bistrița. Există un alt afluent cu același nume care se varsă în Bistrița de pe malul drept în aceeași zonă